# Lisanne de Roever
Lisanne de Roever, född 6 juni 1979 i Amsterdam, Nederländerna, är en nederländsk landhockeyspelare.
de Roever tog OS-silver i damernas landhockeyturnering i samband med de olympiska landhockeytävlingarna 2004 i Aten. Hon tog även OS-guld i samma gren i samband med de olympiska landhockeytävlingarna 2008 i Peking.